# 杨进生
杨进生（1926年—），男，上海人，中国防化医学专家，曾任军事医学科学院药理毒理研究所研究员、博士生导师